# Wapen van Pommeren

Pommeren

Het wapen van Pommeren was het heraldische symbool van het hertogdom en de latere provincie Pommeren.

## Stamwapen
Het stamwapen bestond uit een rode griffioen in een zilveren veld.

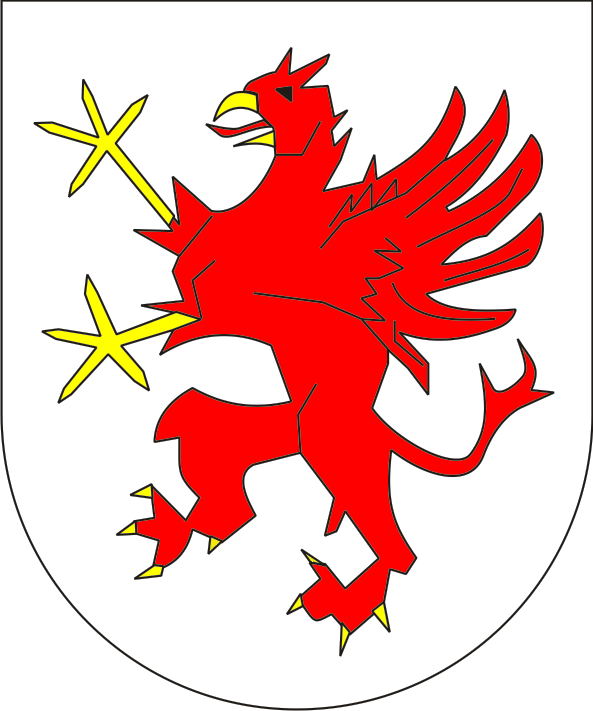
hertogdom Pommeren

## Het land der griffioenen
In Pommeren is de griffioen een belangrijk heraldisch symbool. De hertogelijke dynastie noemde zich de familie der griffioenen (Duits: Greifen). Het gebruik van de griffioen in de wapens was in de middeleeuwen nog niet consequent. Eigentijdse afbeeldingen tonen afwijkende kleuren. Ook kwamen niet alle gebruikte titels overeen met reëel bestaande vorstendommen. In keizerlijke beleningsbrieven (o.a. in 1465) was sprake van de hertogdommen Stettin, Pommeren, Kasjoeben en Wenden. Hierbij werd met Pommeren bedoeld het gebied tussen de rivieren Ihna en Persante. Met het hertogdom der Wenden kwamen de latere Kreisen Rummelsburg, Schlawe en Stolp overeen en met het hertogdom der Kasjoeben de latere kreisen Fürstentum, Belgard en Neu-Stettin.

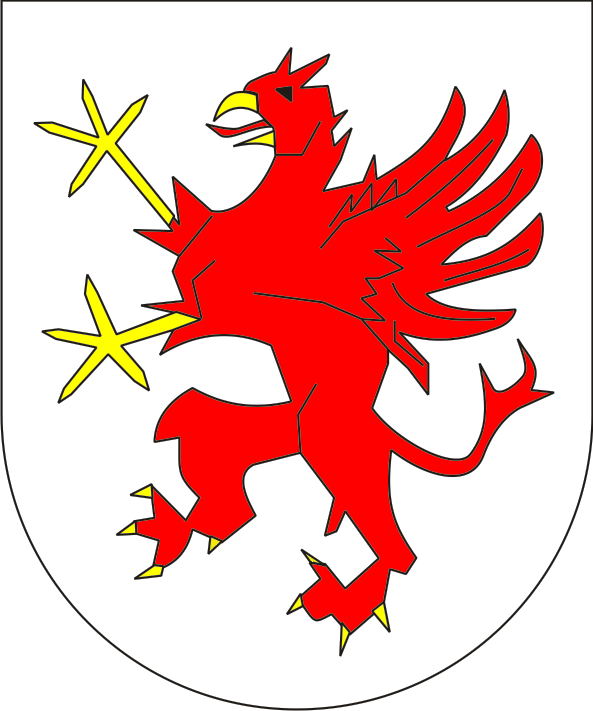
Hertogdom Stettin
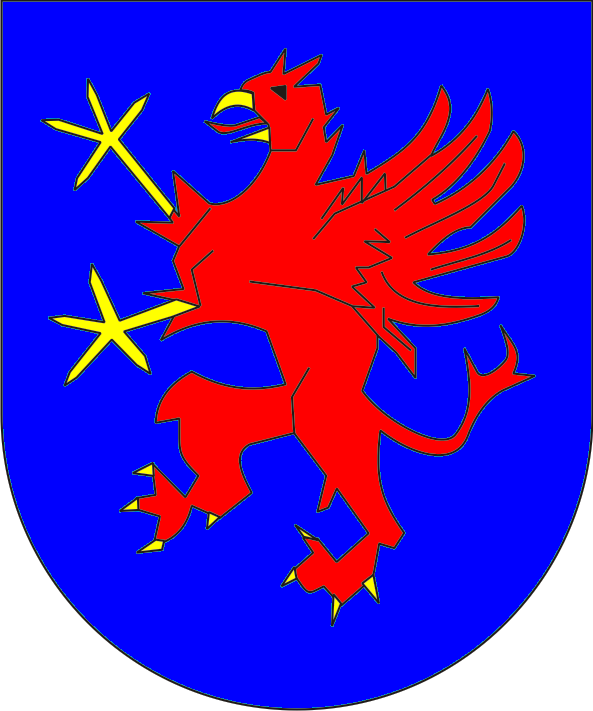
hertogdom Pommeren
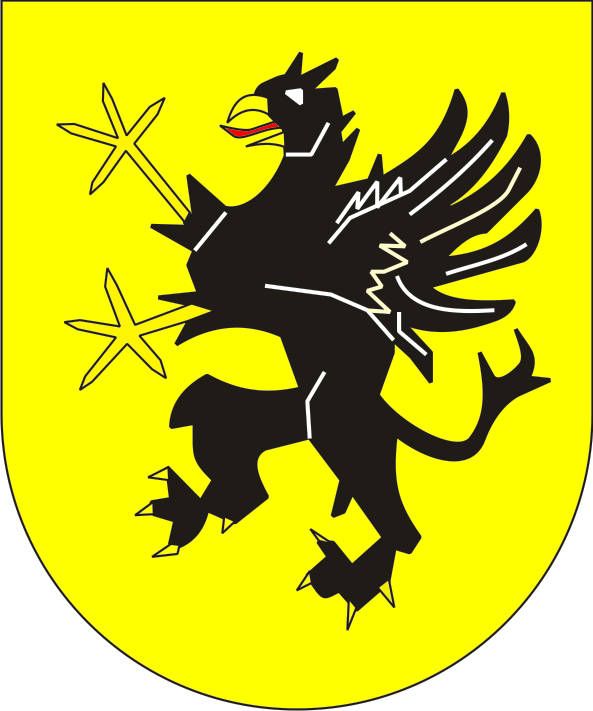
hertogdom Kasjoeben
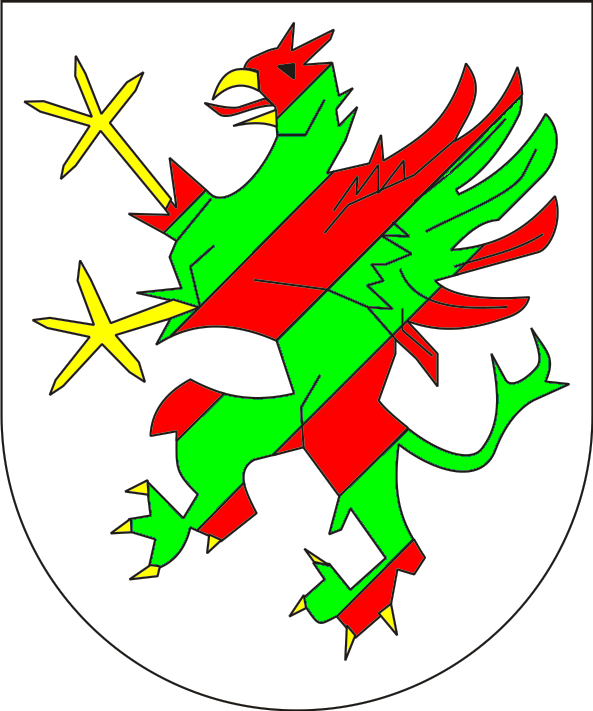
hertogdom Wenden
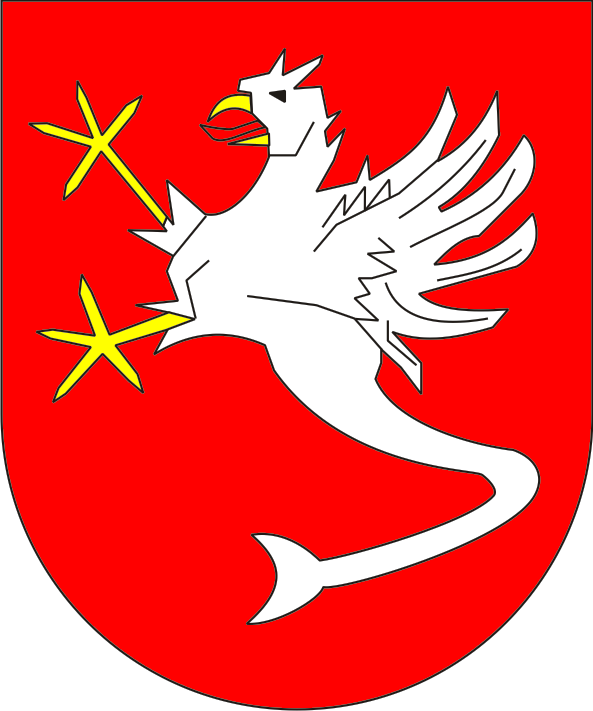
land Usedom
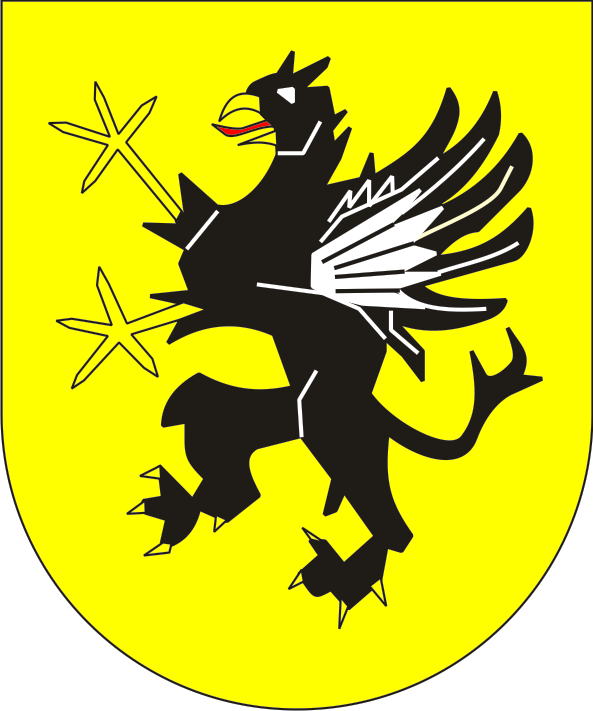
land Barth
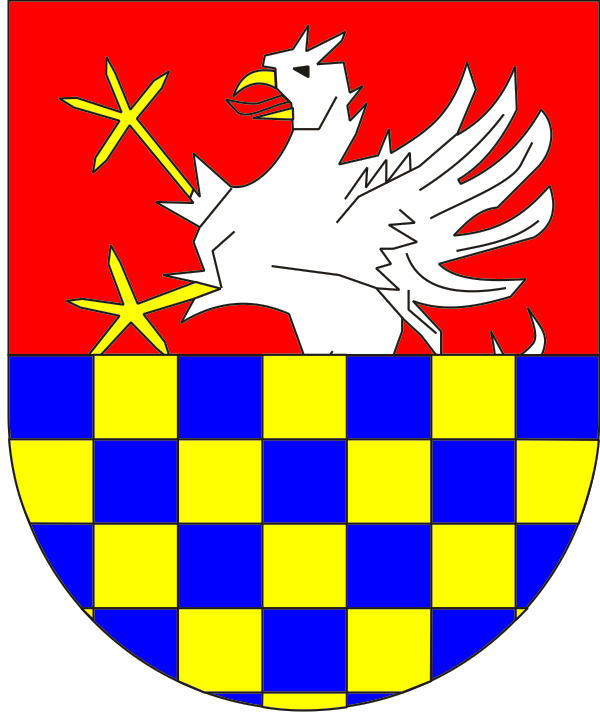
land Wolgast

## Brandenburg en Pommeren
Sinds 1464 voerden de keurvorsten van Brandenburg het wapen van Pommeren en de titels hertog van Stettin, Pommeren, der Kasjoeben en der Wenden. Zij beschouwden zich als leenheer van de hertogen van Pommeren.

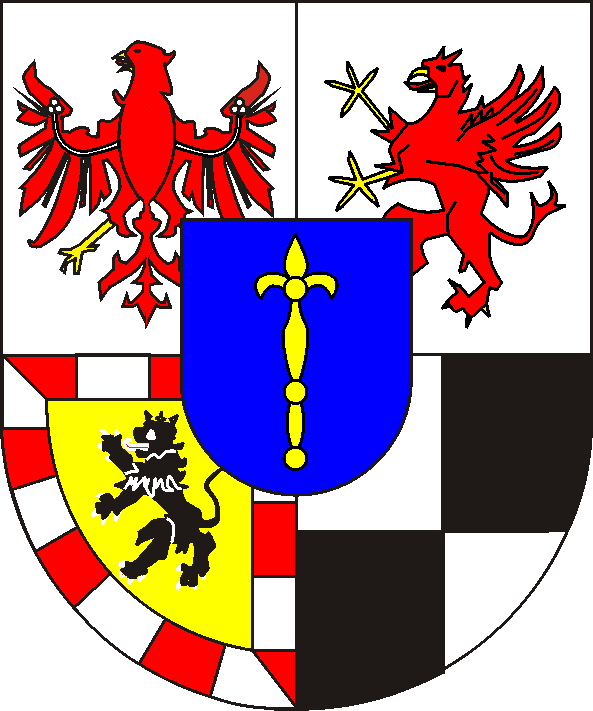
keurvorstendom Brandenburg (1466-1560)
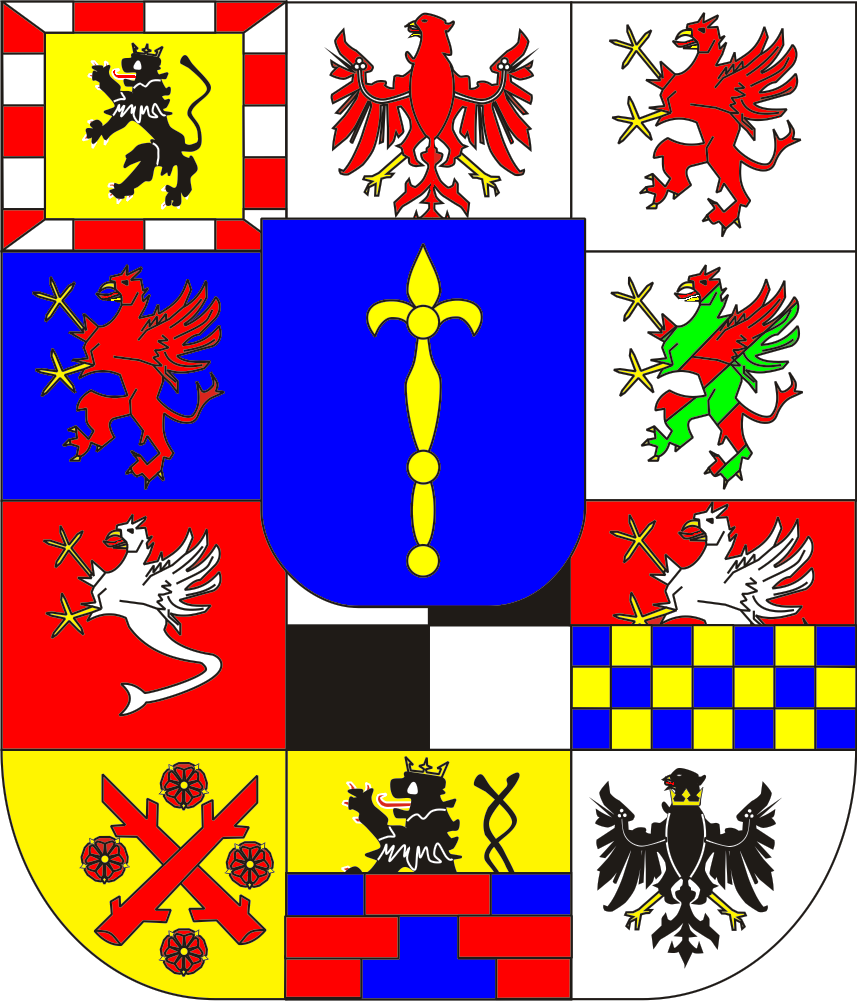
keurvorstendom Brandenburg (1571-1598)

## Latere uitbreidingen
In 1325 erfde hertog Bogislaw IV van Pommeren-Wolgast via zijn moeder het vorstendom Rügen, bestaande uit het eiland en een gebied op het vasteland. Het wapen werd pas veel later door de hertogen gevoerd. Het graafschap Gützkow ontstond omstreeks 1220 door afsplitsing van het hertogdom ten gunste van Dobroslawa, een dochter van hertog Bogislaw. Sindsdien had het gebied een bijzondere status binnen Pommeren. In 1357 stierven de graven uit en werd het gebied eigendom van de hertogen van Pommeren-Wolgast. Het laatste wapen dat toegevoegd werd, was het wapen van het prinsbisdom Kammin, waar na 1556 Pommerse hertogen regeerden.

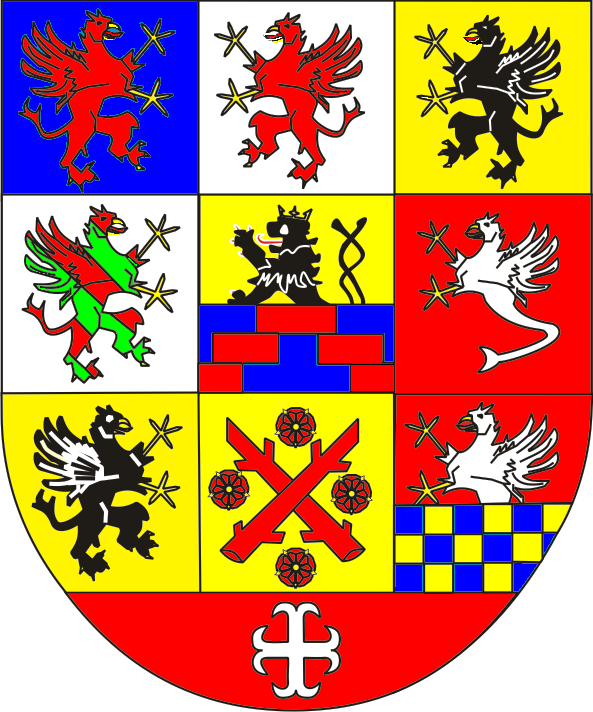
Pommeren
vorstendom Rügen
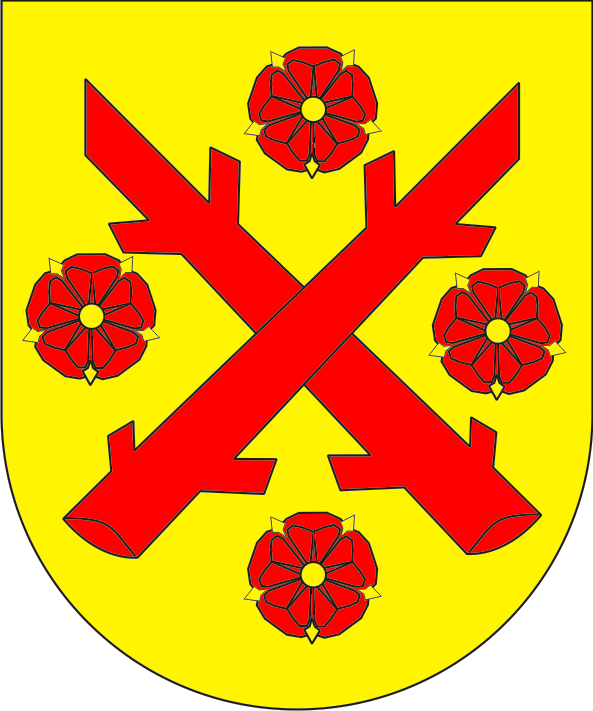
graafschap Gützkow
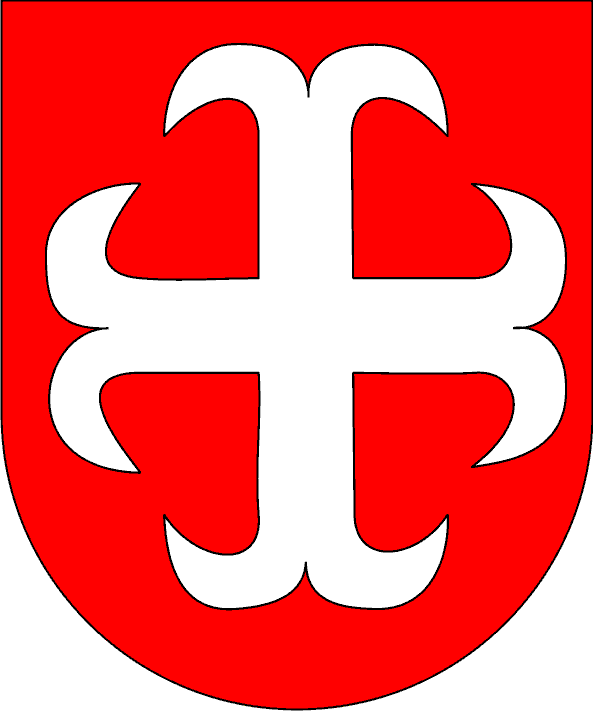
prinsbisdom Cammin

.

## Mecklenburg-Voor-Pommeren
Nadat het deel van Pommeren ten oosten van de Oder in 1945 aan Polen was toegekend, werd het resterende deel van de provincie Pommeren samengevoegd met het land Mecklenburg tot Mecklenburg-Voor-Pommeren. In het wapen werd Pommeren vertegenwoordigd door de wapens van Pommeren en Brandenburg.

Mecklenburg-Voor-Pommeren
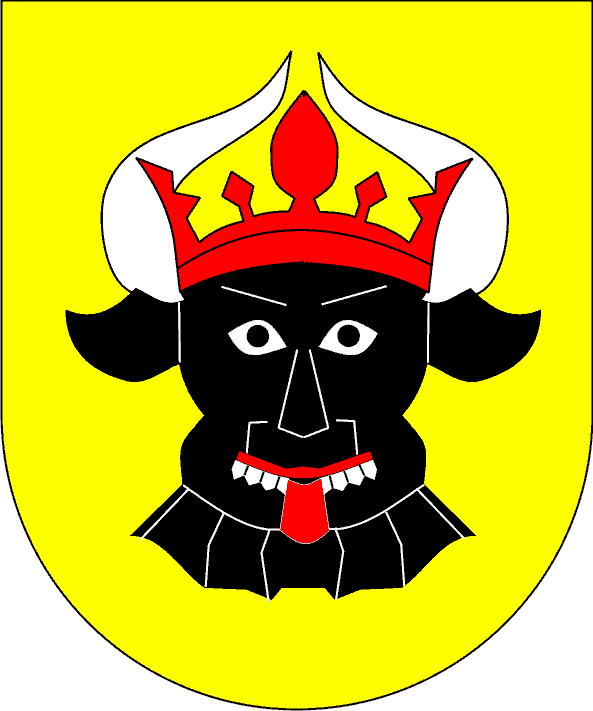
Mecklenburg
Brandenburg